# Retanilla ephedra
Retanilla ephedra är en brakvedsväxtart som först beskrevs av Étienne Pierre Ventenat, och fick sitt nu gällande namn av Brongniart. Retanilla ephedra ingår i släktet Retanilla och familjen brakvedsväxter. Inga underarter finns listade i Catalogue of Life.